# Marols

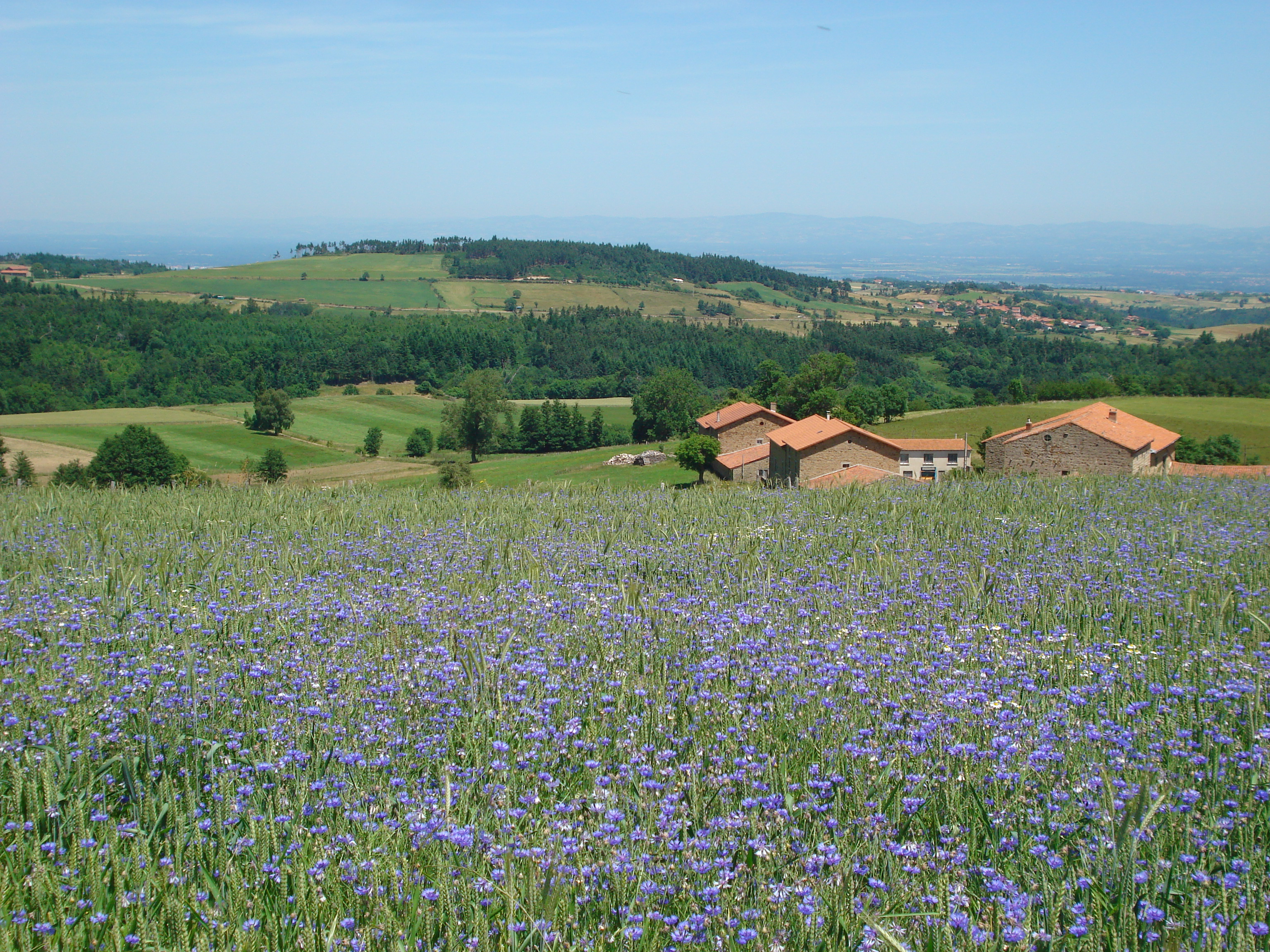
Paysage du Bas-Forez à Marols.

Marols est une commune française située dans le département de la Loire en région Auvergne-Rhône-Alpes, et faisant partie de Loire Forez Agglomération.
C'est un petit village situé à 865 m d'altitude.

## Géographie
| La Chapelle-en-Lafaye | Saint-Jean-Soleymieux | Chenereilles |
| Montarcher            | Marols                |              |
| Estivareilles         |                       | Luriecq      |

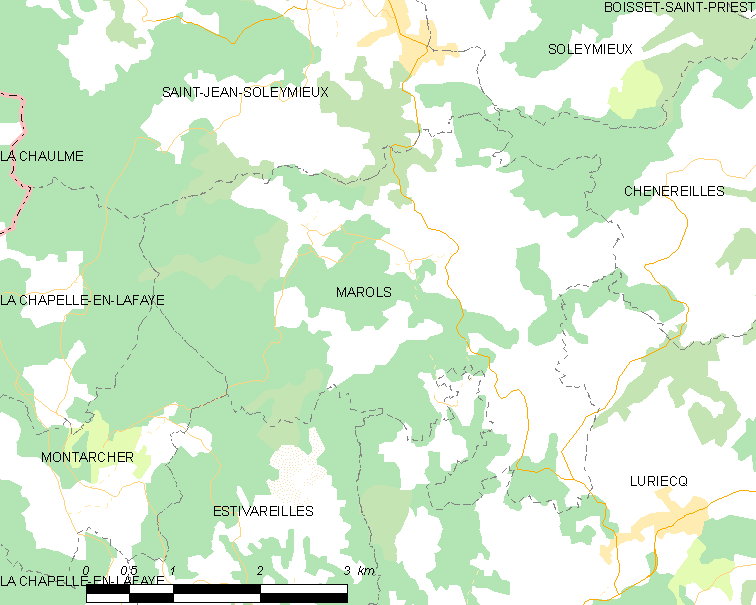
Localisation du village et des communes aux alentours

Marols fait partie des monts du Forez. Elle est située à 36 km de sa préfecture Saint-Étienne, à 19 km de la sous-préfecture Montbrison et à 21 km de Saint-Anthème.

### Climat
Pour des articles plus généraux, voir Climat d'Auvergne-Rhône-Alpes et Climat de la Loire.
En 2010, le climat de la commune est de type climat des marges montargnardes, selon une étude du Centre national de la recherche scientifique s'appuyant sur une série de données couvrant la période 1971-2000. En 2020, Météo-France publie une typologie des climats de la France métropolitaine dans laquelle la commune est exposée à un climat de montagne ou de marges de montagne et est dans la région climatique Nord-est du Massif Central, caractérisée par une pluviométrie annuelle de 800 à 1 200 mm, bien répartie dans l’année.
Pour la période 1971-2000, la température annuelle moyenne est de 8,9 °C, avec une amplitude thermique annuelle de 15,9 °C. Le cumul annuel moyen de précipitations est de 933 mm, avec 10 jours de précipitations en janvier et 7,3 jours en juillet. Pour la période 1991-2020, la température moyenne annuelle observée sur la station météorologique de Météo-France la plus proche, « Saint-Bonnet-le-Chateau_sapc », sur la commune de Saint-Bonnet-le-Château à 6 km à vol d'oiseau, est de 10,1 °C et le cumul annuel moyen de précipitations est de 851,5 mm,. Pour l'avenir, les paramètres climatiques de la commune estimés pour 2050 selon différents scénarios d'émission de gaz à effet de serre sont consultables sur un site dédié publié par Météo-France en novembre 2022.

## Urbanisme

### Typologie
Au 1er janvier 2024, Marols est catégorisée commune rurale à habitat dispersé, selon la nouvelle grille communale de densité à sept niveaux définie par l'Insee en 2022.
Elle est située hors unité urbaine. Par ailleurs la commune fait partie de l'aire d'attraction de Saint-Étienne, dont elle est une commune de la couronne,. Cette aire, qui regroupe 105 communes, est catégorisée dans les aires de 200 000 à moins de 700 000 habitants,.

### Occupation des sols
L'occupation des sols de la commune, telle qu'elle ressort de la base de données européenne d’occupation biophysique des sols Corine Land Cover (CLC), est marquée par l'importance des forêts et milieux semi-naturels (56,2 % en 2018), une proportion identique à celle de 1990 (56,2 %). La répartition détaillée en 2018 est la suivante : 
forêts (56,2 %), prairies (33,9 %), zones agricoles hétérogènes (9,9 %). L'évolution de l’occupation des sols de la commune et de ses infrastructures peut être observée sur les différentes représentations cartographiques du territoire : la carte de Cassini (XVIIIe siècle), la carte d'état-major (1820-1866) et les cartes ou photos aériennes de l'IGN pour la période actuelle (1950 à aujourd'hui).

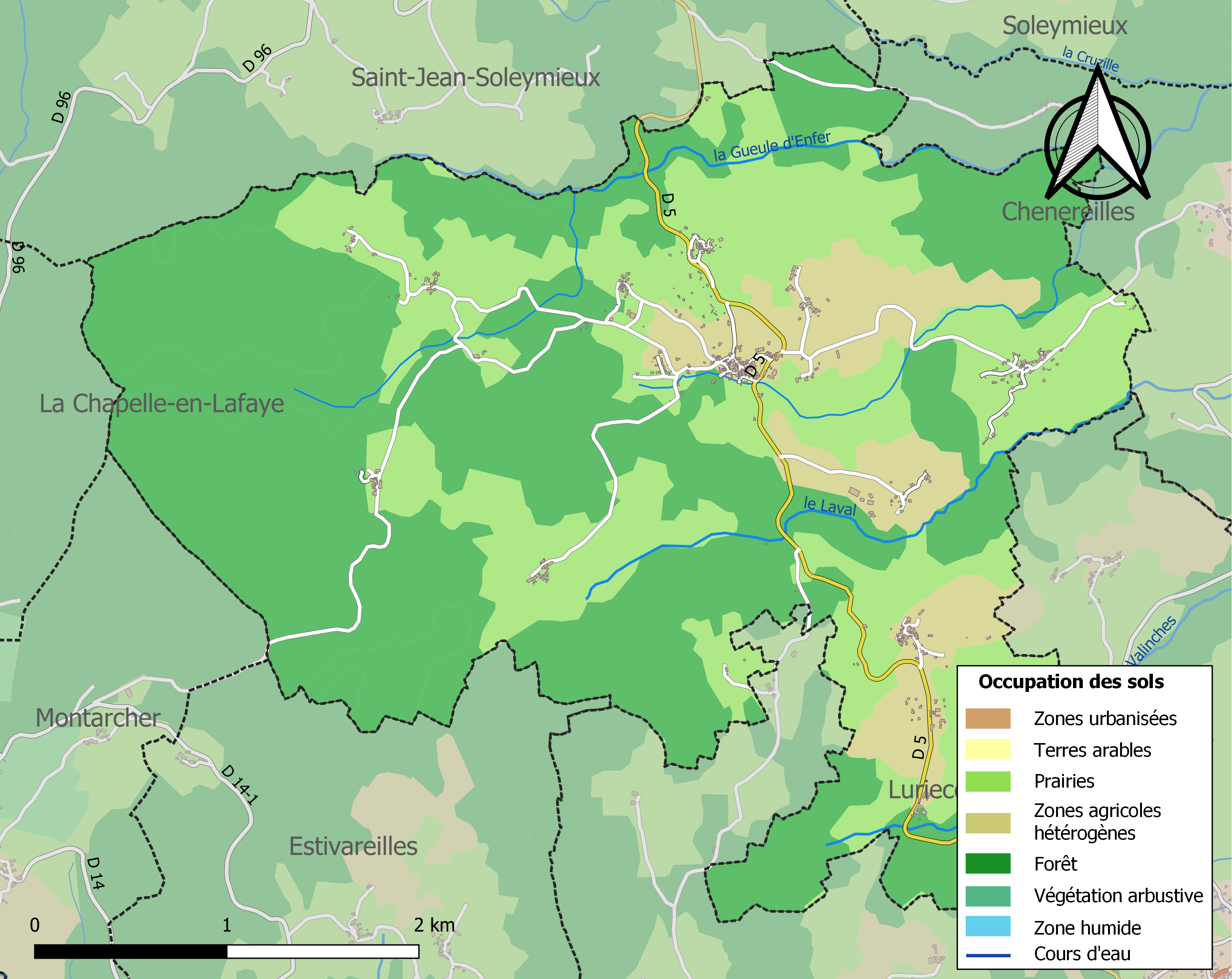
Carte des infrastructures et de l'occupation des sols de la commune en 2018 (CLC).

## Toponymie
Le nom du village vient probablement des racines celtiques maros = grand et ialo = clairière. Le territoire était riche en bois, en terres agricoles et en pâtures.

## Histoire

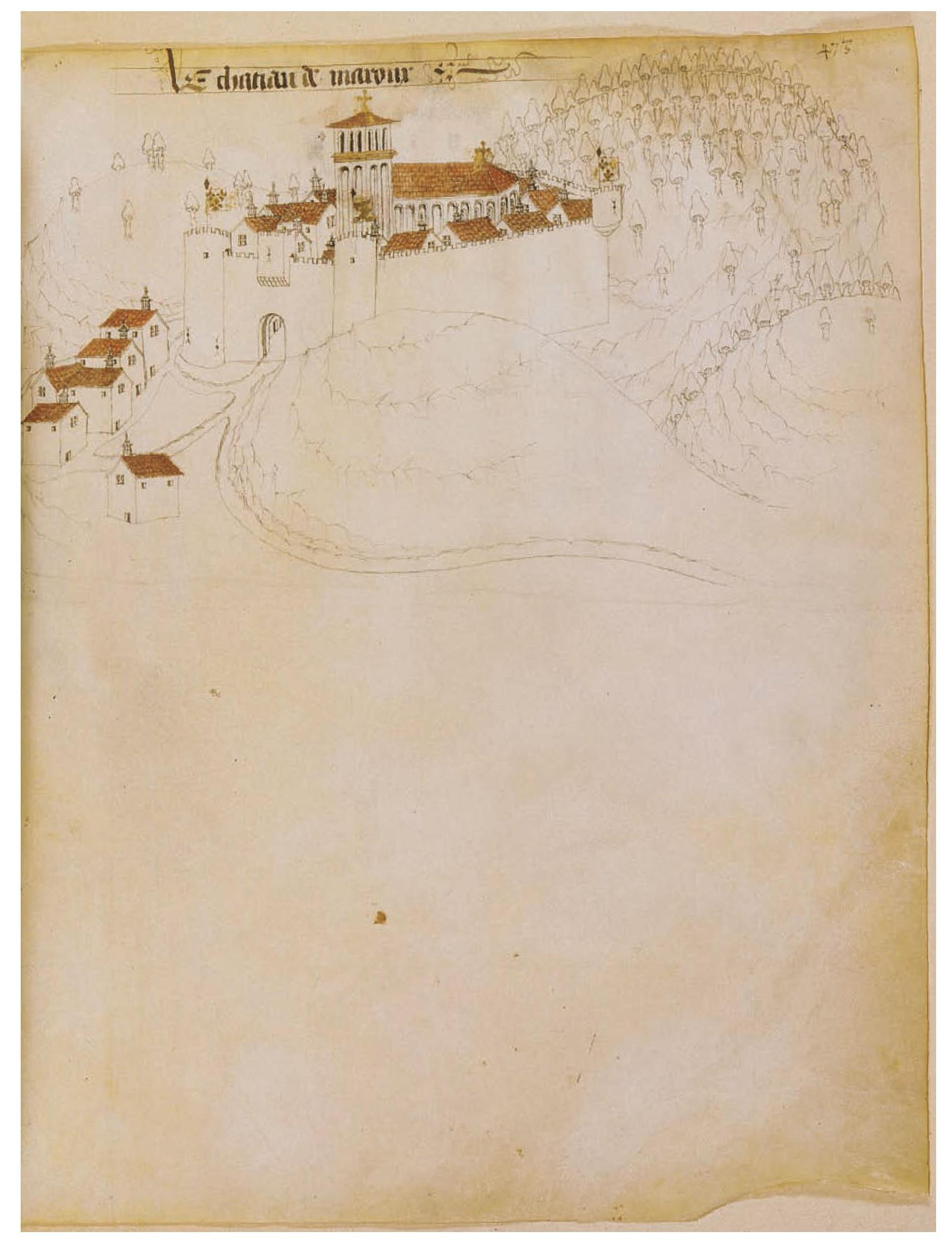
Marols au XVe siècle d'après l'armorial de Guillaume Revel.

On a retrouvé des traces de travaux préhistoriques au lieu-dit les Rochers avec une enceinte en pierres sèches, des poteries et un menhir.

### Moyen-Âge
L'église (ecclesia de Marollias) est mentionnée au XIe siècle dans le Cartulaire de Savigny, puis dans le Cartulaire lyonnais où elle relève de l'abbaye Saint-Just de Lyon à la fin du XIIe siècle. L'édifice est placé sous le vocable de Saint-Pierre, d'après un legs au luminaire de Sancti Petri de Marol.
Le village s'est développé autour de l'église paroissiale, à défaut d'un château. Le castrum de Marols est mentionné à la fin du XIIIe siècle, mais aucun château proprement dit ne semble avoir existé. Le terme désigne plus vraisemblablement le village fortifié, et ce dès avant la Guerre de Cent Ans. La proximité de la voie Bolène, ancienne voie gallo-romaine qui reliait Lyon à Toulouse par Feurs, dont le Grand Chemin de Forez reprend le tracé à hauteur de Monsupt à Saint-Georges-Hauteville, participe probablement également du développement du village.
Le castrum de Marols devient une châtellenie comtale au XIIIe siècle, manifestement dans le cadre d'une stratégie des comtes de Forez visant à s'approprier la seigneurie voisine de Saint-Bonnet-le-Château. À la suite de l'acquisition de cette dernière par le comte Jean Ier, la châtellenie de Marols fusionne avec elle : les représentants de l'administration comtale sont les mêmes sur les deux seigneuries.
La fortification de l'église Saint-Pierre est sans doute à mettre en relation avec la guerre de Cent Ans et à la présence de mercenaires désœuvrés en temps de paix : des «Anglais» sont mentionnés à Marols en 1389. Une puissante tour carrée coiffée de mâchicoulis est édifiée à hauteur du chœur, dont la charge et les poussées sont contenues par des contreforts. Les murs de la nef sont également dotés de mâchicoulis percés dans des lésènes. L'église de Marols constitue l'un des exemples les plus emblématiques de l'architecture ecclésiale fortifiée forézienne, à l'instar des prieurés de Champdieu et de Pommiers. De ses fortifications médiévales, le bourg conserve notamment une poterne, une échauguette et la porte est.

### Époques moderne et contemporaine
Le village dut subir les troubles des guerres de Religion. Le baron des Adrets et ses troupes protestantes prennent le village et incendient les maisons.
En 1789, le village dépend de la justice de Saint-Bonnet-le-Château.
En 2011, Marols se voit accorder le titre de village de caractère à la suite des rénovations effectuées en son sein depuis quelques années.
En 2013, Marols devient également un village d'artiste. En effet, de nombreux artistes (peintres, sculpteurs…) sont présents dans le village et exposent leurs œuvres.

## Blasonnement
|  | Les armoiries de Marols se blasonnent ainsi : D’argent à la coquille de sable ; au chef d’azur chargé d’une église fortifiée d’un donjon d’argent, maçonnée de sable, mouvant du trait du chef. |

## Politique et administration
| Période                                  | Période  | Identité           | Étiquette | Qualité |
| ---------------------------------------- | -------- | ------------------ | --------- | ------- |
| Les données manquantes sont à compléter. |          |                    |           |         |
| mars 2001                                | 2014     | Maurice Pezdevsek  |           |         |
| 2014                                     | mai 2020 | Jean-Claude Civard |           |         |
| mai 2020                                 | En cours | Daniel Dubost      |           |         |

Marols faisait partie de la communauté de communes du Pays de Saint-Bonnet-le-Château de 1996 à 2016 puis a intégré Loire Forez Agglomération.

## Démographie
L'évolution du nombre d'habitants est connue à travers les recensements de la population effectués dans la commune depuis 1793. Pour les communes de moins de 10 000 habitants, une enquête de recensement portant sur toute la population est réalisée tous les cinq ans, les populations de référence des années intermédiaires étant quant à elles estimées par interpolation ou extrapolation. Pour la commune, le premier recensement exhaustif entrant dans le cadre du nouveau dispositif a été réalisé en 2005.

En 2022, la commune comptait 460 habitants, en évolution de +11,11 % par rapport à 2016 (Loire : +1,32 %, France hors Mayotte : +2,11 %).
| 1793 | 1800 | 1806 | 1821 | 1831 | 1836 | 1841 | 1846 | 1851 |
| ---- | ---- | ---- | ---- | ---- | ---- | ---- | ---- | ---- |
| 800  | 600  | 774  | 908  | 973  | 903  | 975  | 959  | 971  |

| 1856  | 1861 | 1866 | 1872 | 1876 | 1881 | 1886 | 1891 | 1896 |
| ----- | ---- | ---- | ---- | ---- | ---- | ---- | ---- | ---- |
| 1 001 | 871  | 874  | 834  | 814  | 807  | 821  | 839  | 853  |

| 1901 | 1906 | 1911 | 1921 | 1926 | 1931 | 1936 | 1946 | 1954 |
| ---- | ---- | ---- | ---- | ---- | ---- | ---- | ---- | ---- |
| 839  | 784  | 719  | 612  | 620  | 624  | 546  | 521  | 478  |

| 1962 | 1968 | 1975 | 1982 | 1990 | 1999 | 2005 | 2006 | 2010 |
| ---- | ---- | ---- | ---- | ---- | ---- | ---- | ---- | ---- |
| 404  | 344  | 295  | 285  | 310  | 331  | 373  | 369  | 398  |

| 2015 | 2020 | 2022 | - | - | - | - | - | - |
| ---- | ---- | ---- | - | - | - | - | - | - |
| 414  | 456  | 460  | - | - | - | - | - | - |

## Lieux et monuments
- Église Saint-Pierre

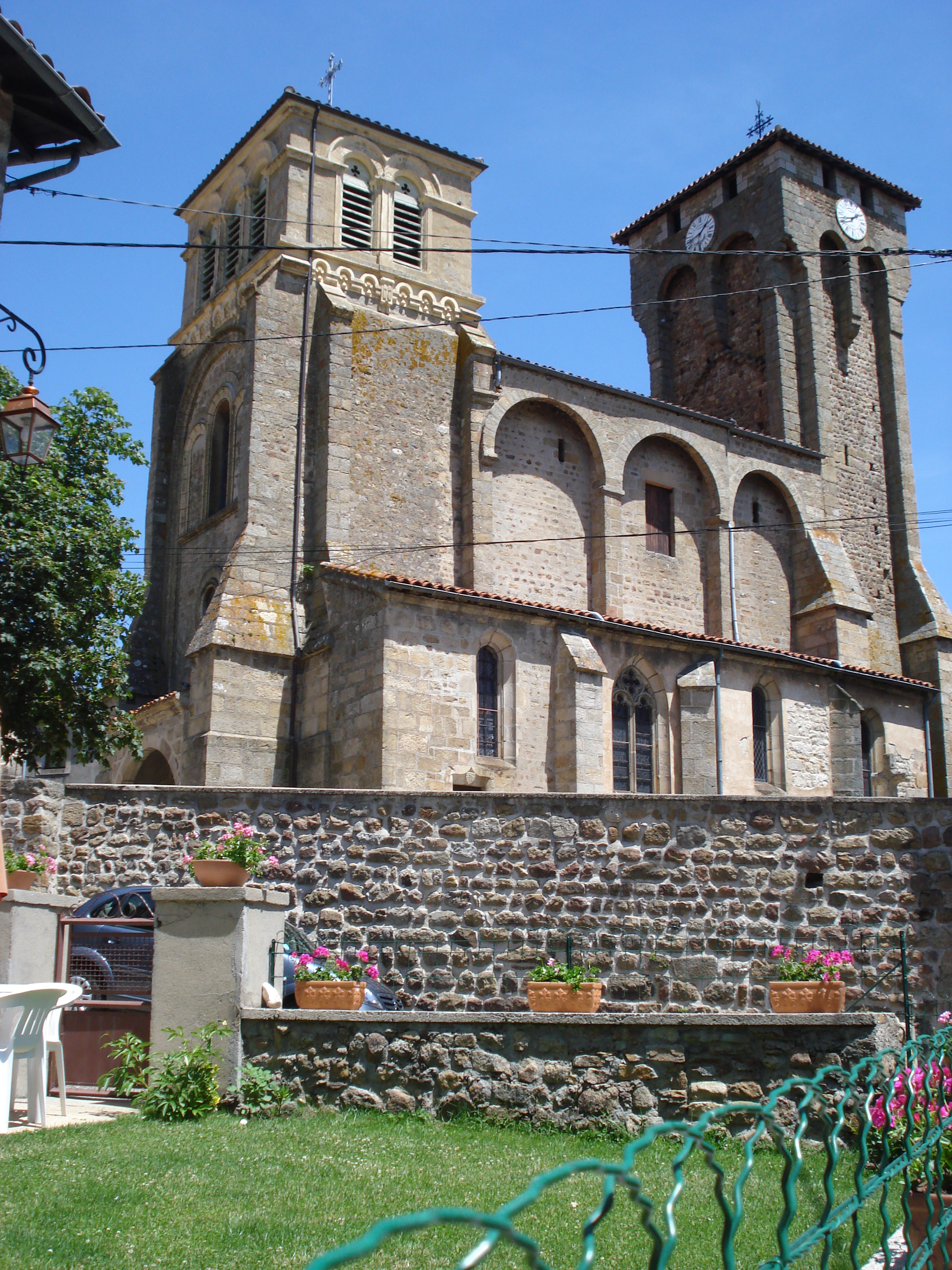
L'église fortifiée.

Une première chapelle fut construite au XIIe siècle par les moines bénédictins venus du prieuré de Saint-Romain-le-Puy. C'était un bâtiment d'une dizaine de mètres de long avec un clocher.

Les troubles de la seconde moitié du XIVe siècle amenèrent les moines à assurer la protection de leur prieuré en l'entourant d'une enceinte fortifiée et en construisant sur le chevet de l'église le donjon appelé « tour de Marols » d'une vingtaine de mètres de hauteur avec mâchicoulis. Ils agrandirent l'église en édifiant la nef actuelle et en renforçant ses défenses extérieures avec trois grands arcs sur chaque mur latéral.

La prise du village par les troupes du baron des Adrets en 1562 et l'incendie de l'église a entraîné des dégradations qui ont dû être réparées. Un portail très sobre et les chapelles latérales ont été ajoutés au XVIe siècle à l'ouest.

En 1772, les chapelains de Saint-Just de Lyon qui avaient succédé aux moines de Saint-Romain constatèrent que la tour nécessitait des réparations urgentes. Ils essayèrent de les faire payer par les villageois. Ceux-ci étant déjà lourdement taxés refusèrent. Les chapelains envisagèrent alors d'abattre la tour, mais finalement renoncèrent et entreprirent les réparations à leurs frais l'année suivante.

De nouvelles réparations furent faites sur la tour en 1838 aux frais de la municipalité. Le chœur a été restauré au XIXe siècle.

En 1973, le service des Monuments historiques restaura l'intérieur de l'église.

L'église conserve de ses différentes étapes de construction des styles différents : voûtes en plein cintre près du chœur et chapiteaux romans, voûtes sur croisée d'ogives de la première travée et des chapelles. La tour occidentale est moderne.
En 1994, sous la direction Henri Lazar, architecte des Bâtiments de France, un vitrail fut réalisé pour le chœur de l'église, L'arrivée de la colombe de la Paix par Joël Mône.
L'église (à l'exception de l'étage moderne qui couronne le clocher occidental) a été classée au titre des monuments historiques en 1911.

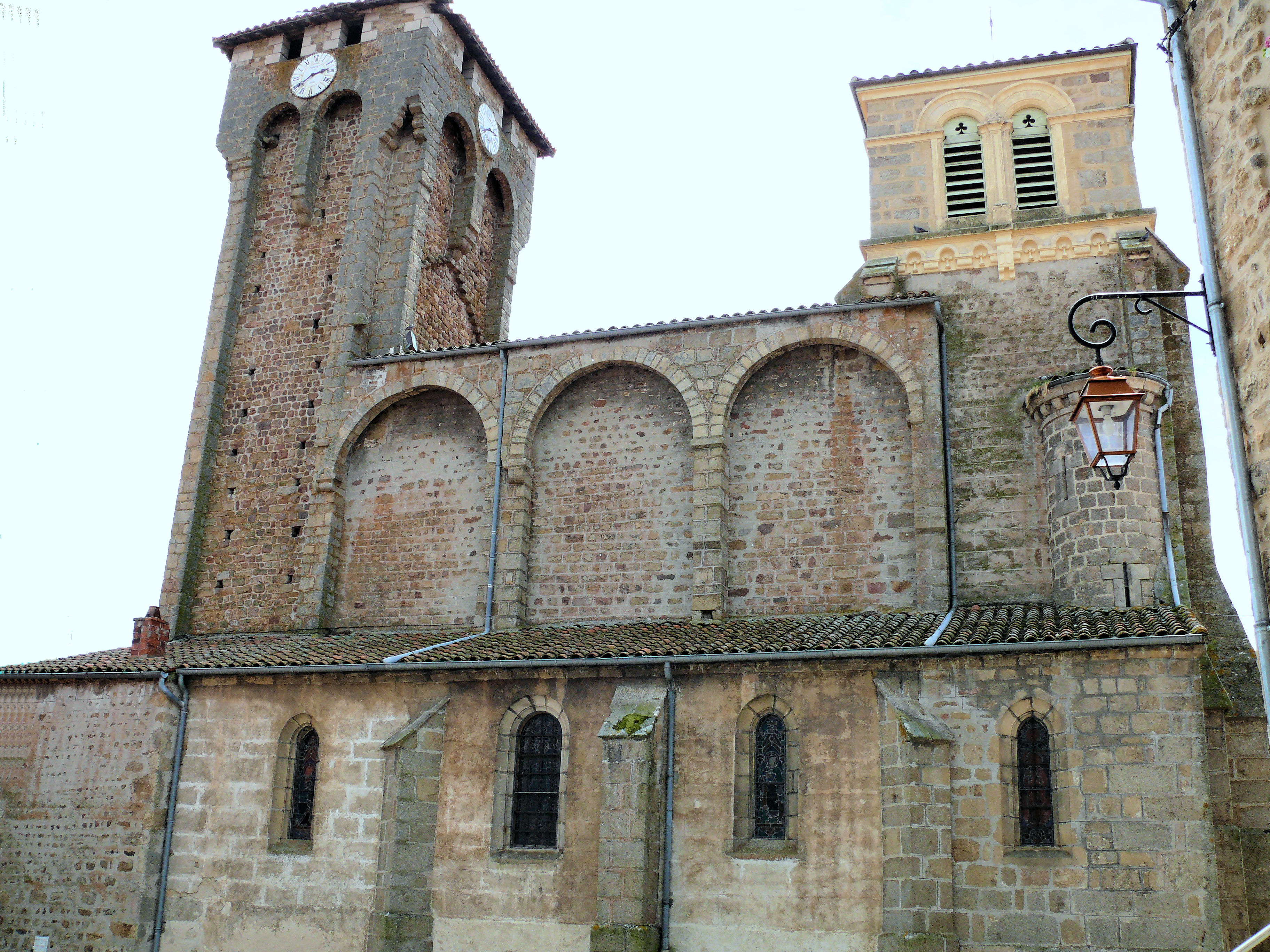
Ensemble.
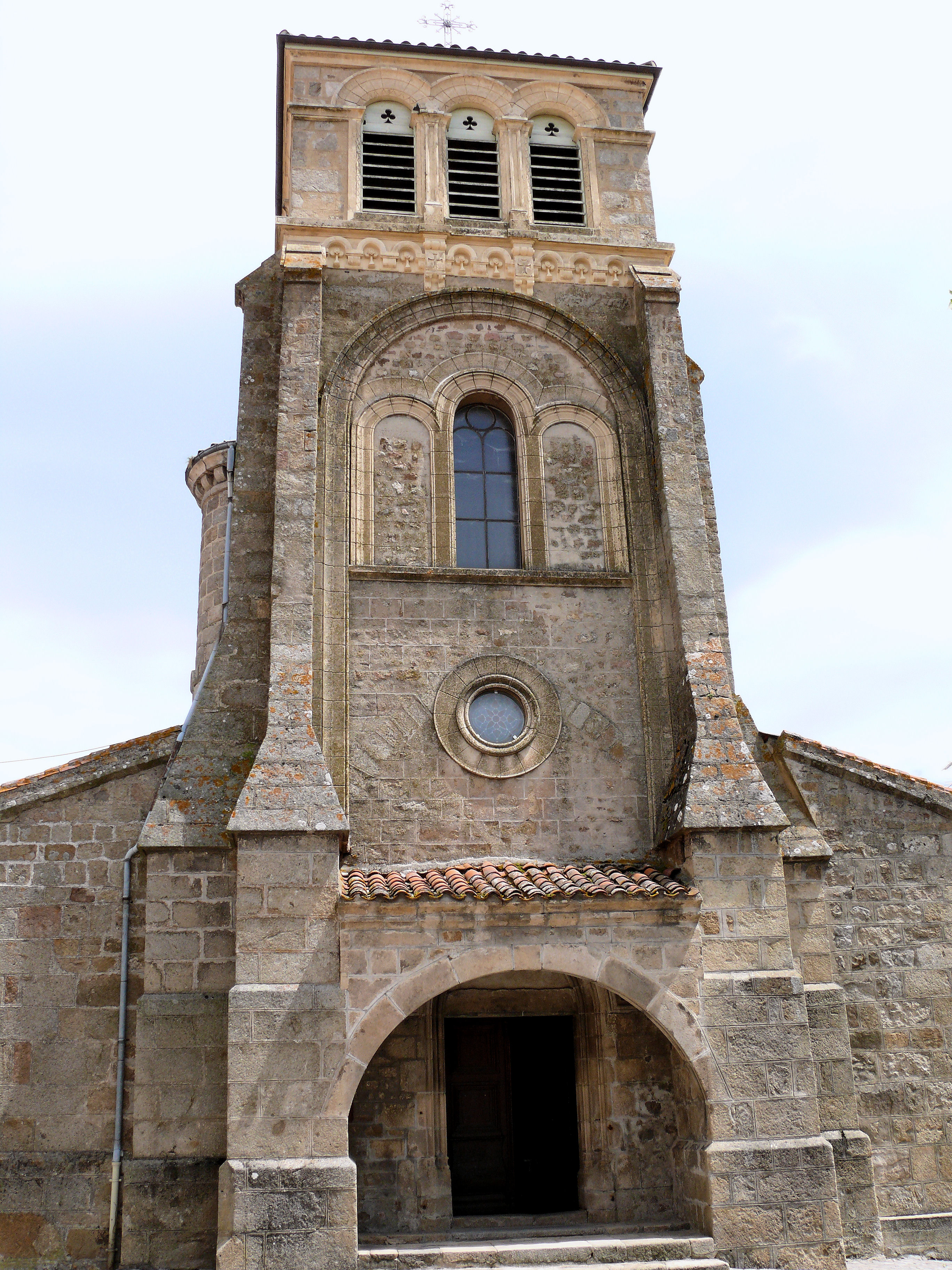
Clocher occidental et porche.
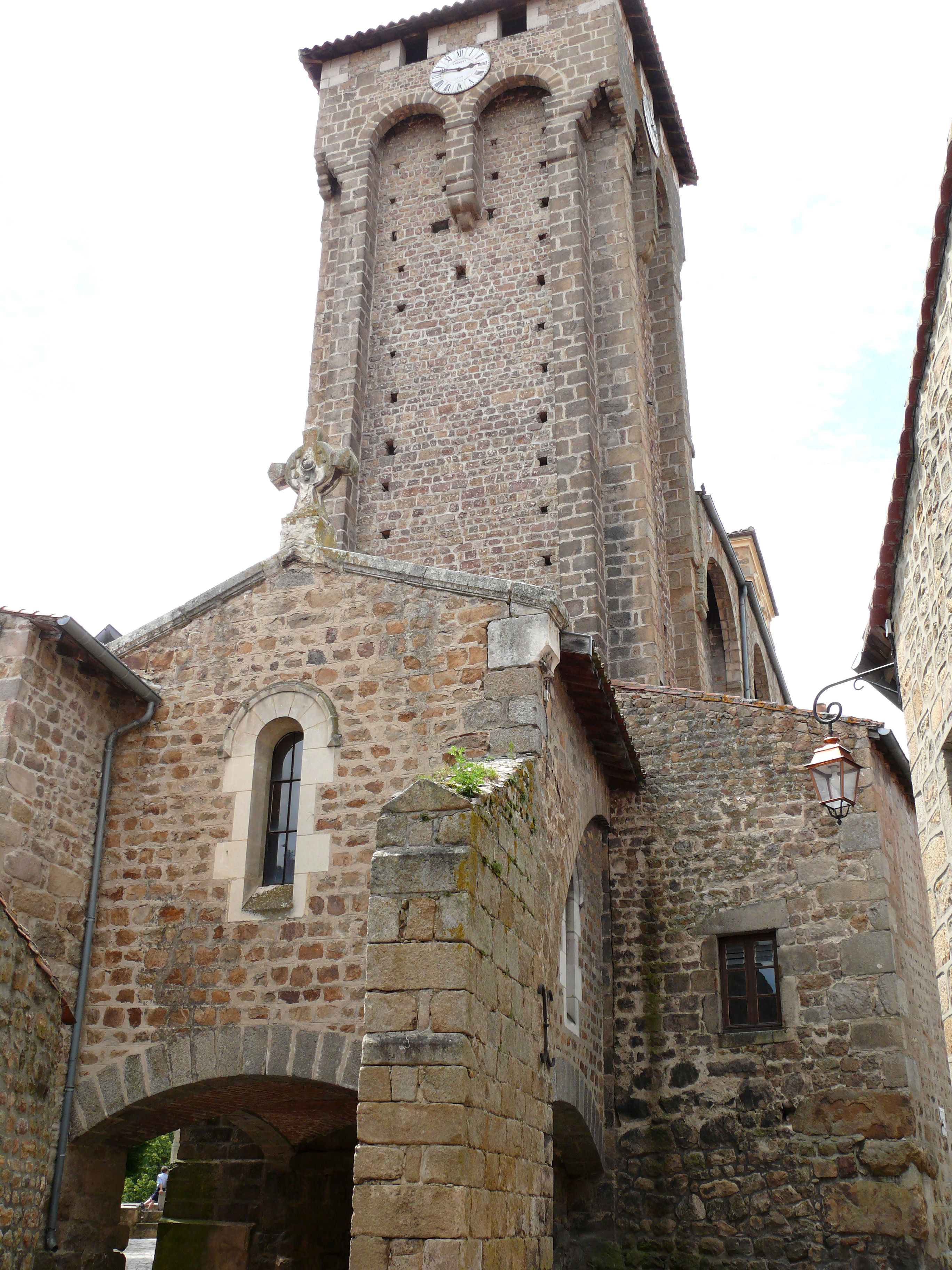
Tour de Marols.
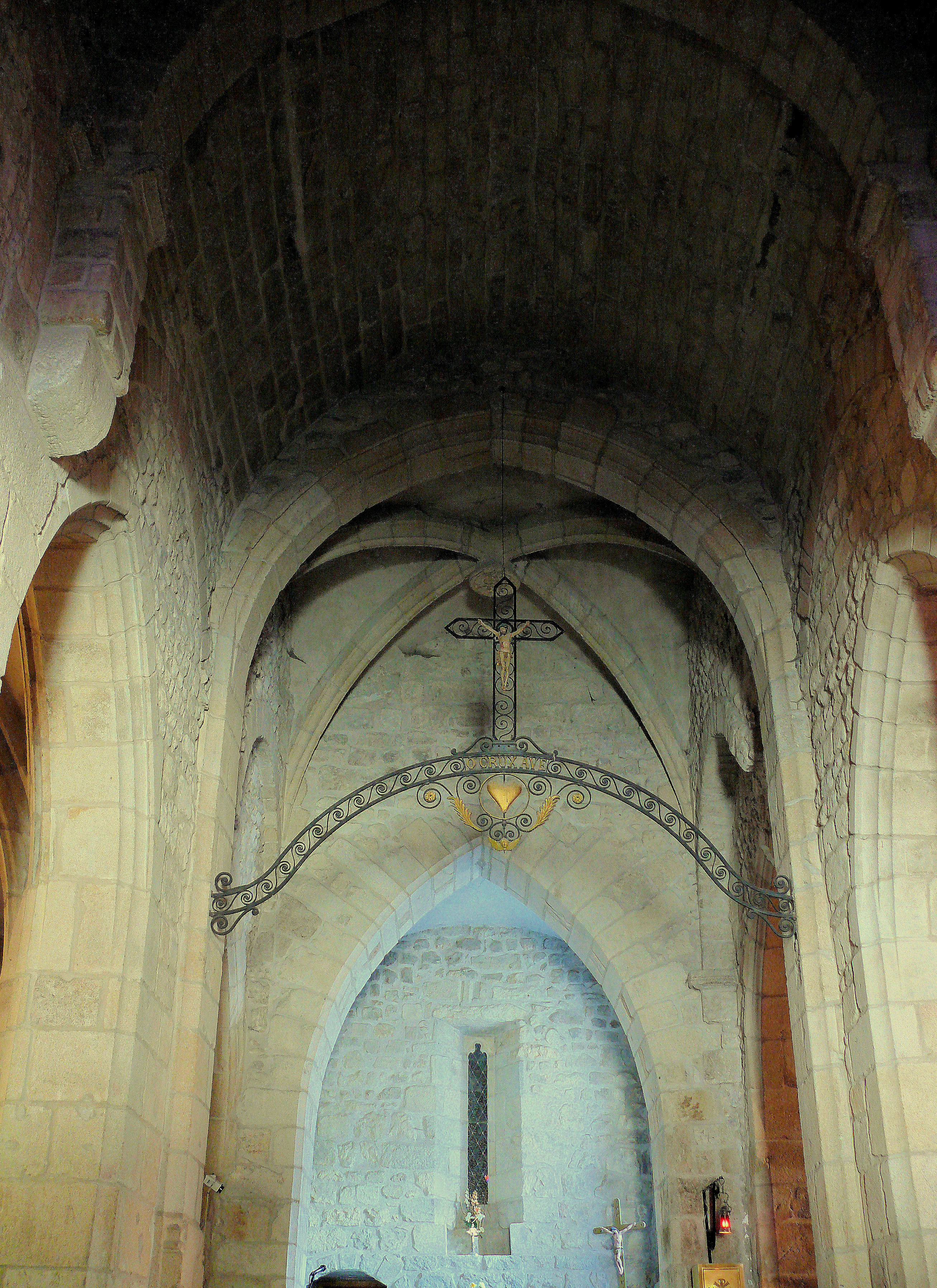
Nef et poutre de gloire à l'entrée du chœur.
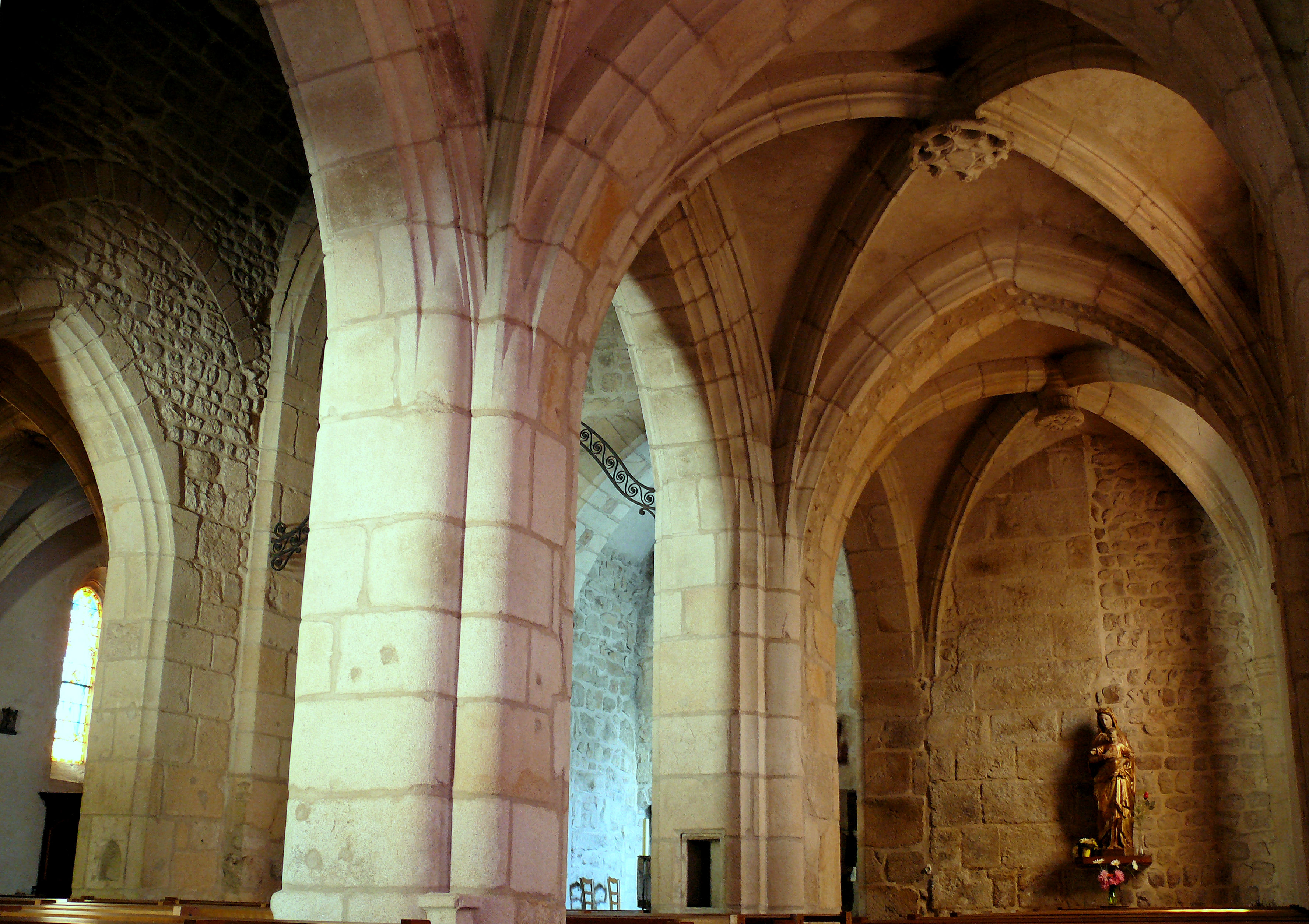
Chapelle latérale sud.
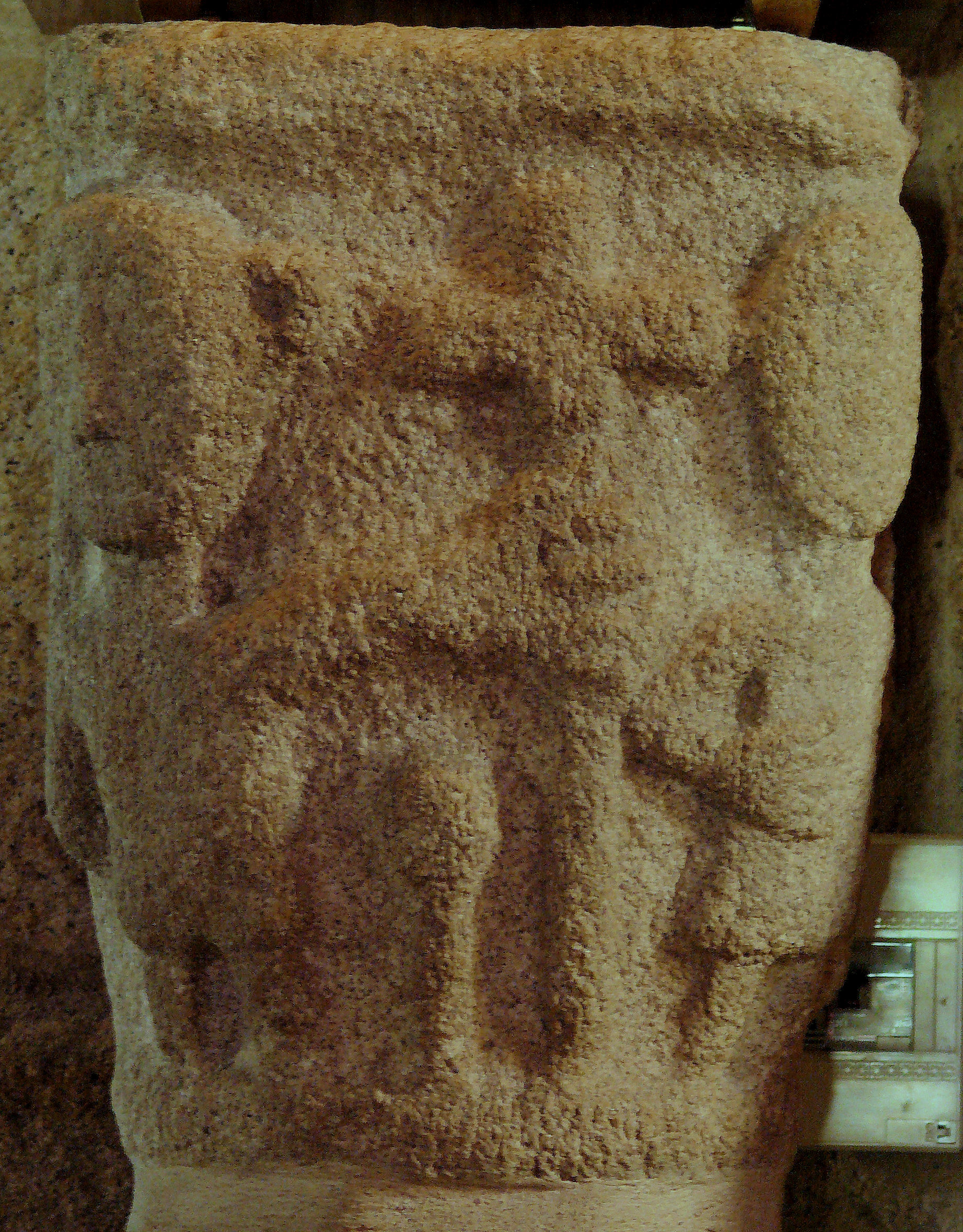
Chapiteau roman du chœur.
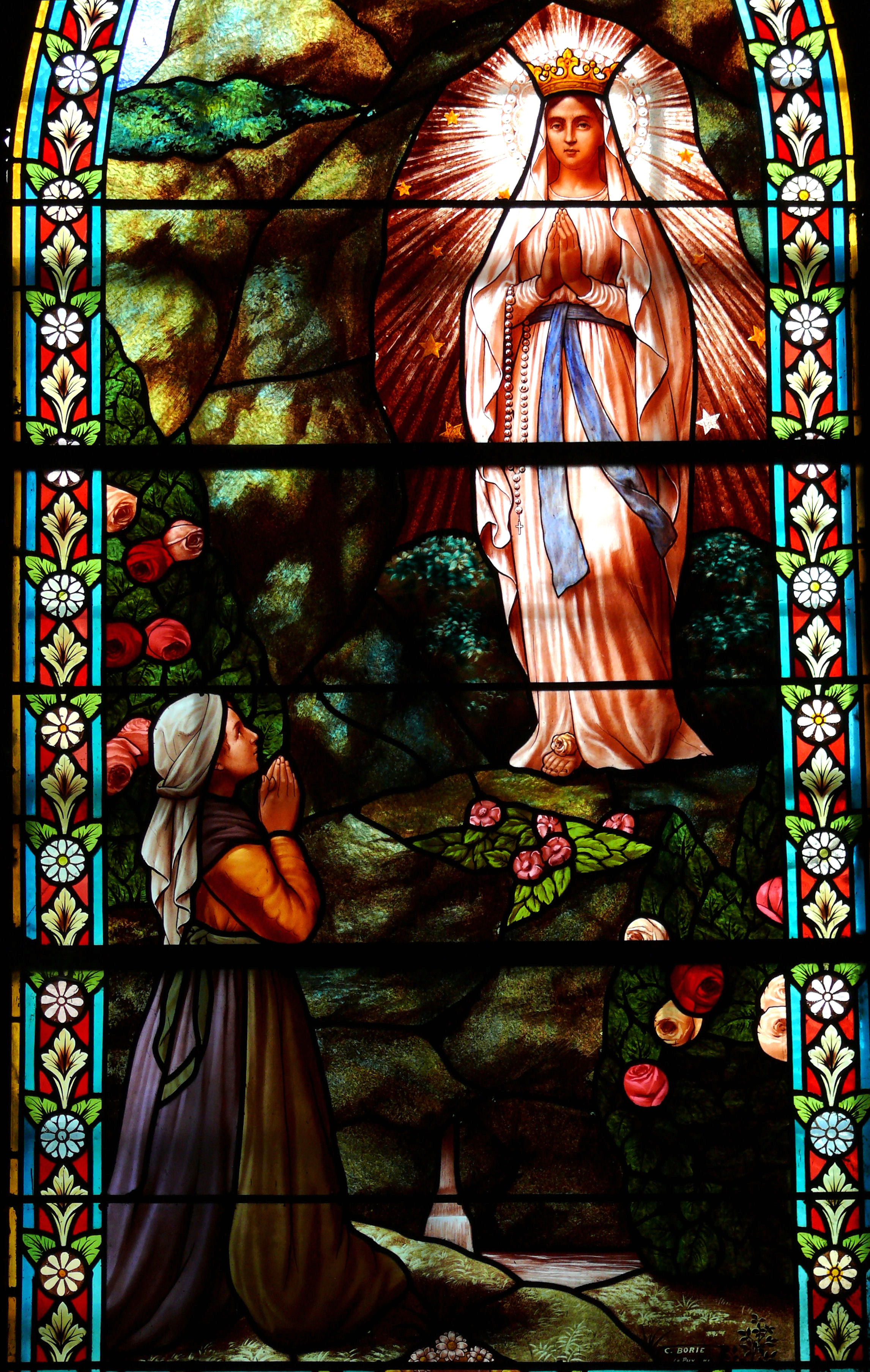
Vitrail du XIXe siècle : Apparition de la Vierge à Bernadette.
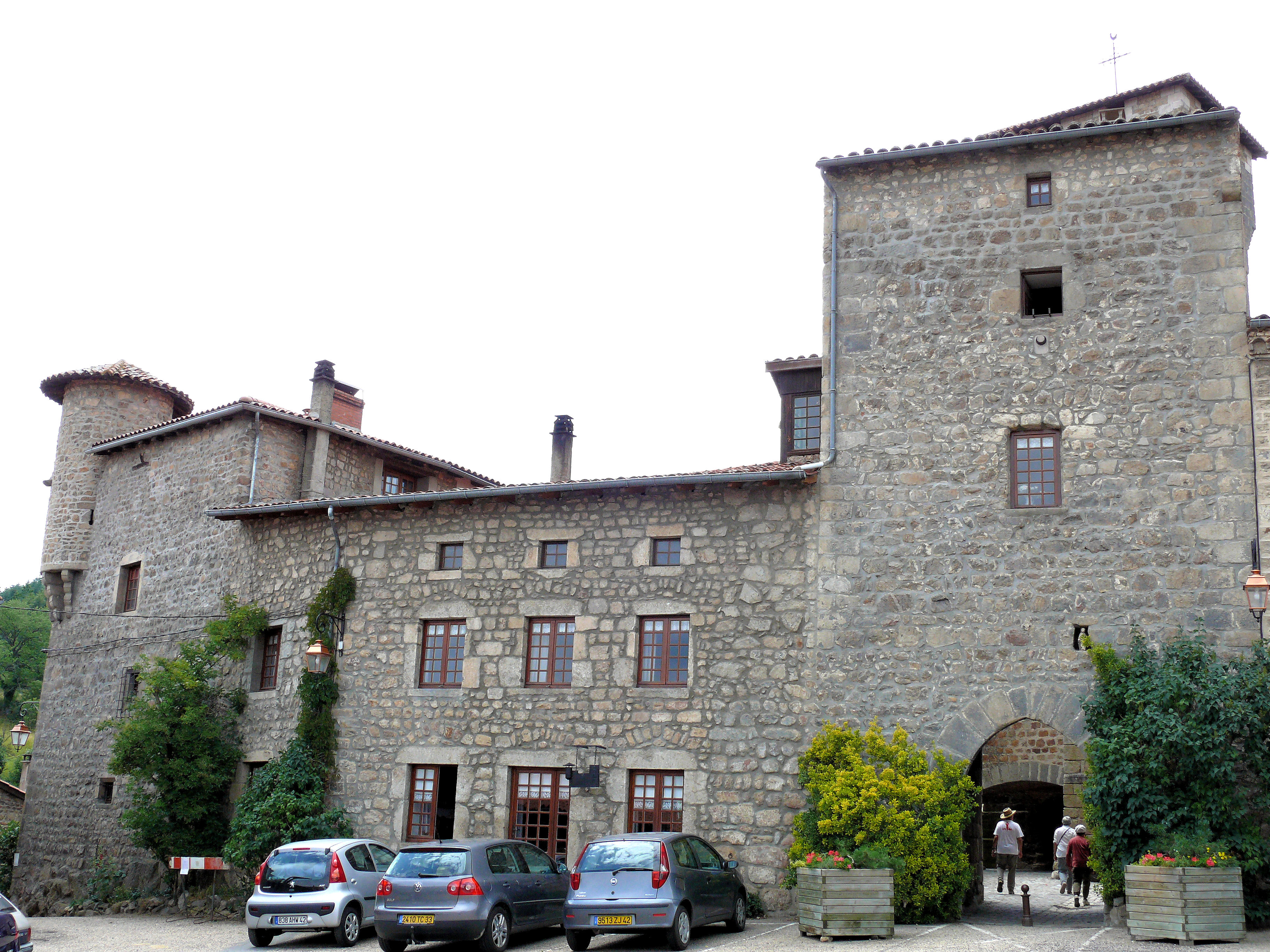
Porte fortifiée et vestige des remparts avec tour en poivrière.

- Porte fortifiée[25] et remparts

L'Armorial de Guillaume Revel permet de voir l'aspect du village vers 1450, avec ses remparts et sa porte fortifiée. Les remparts ont été intégrés comme murs extérieurs des maisons entourant l'église. Une tour en poivrière se trouve à l'angle de la maison Coste.
- Chapelle Saint-Roch

Elle se trouve dans le cimetière. Elle a été construite au XVIIe siècle pour remercier ce saint protecteur après la disparition de la peste.